# 國道1號 (韓國)
國道1號（：／），又稱木浦-新義州線（목포 ~ 신의주），是韓國的一條國家級公路，南起西南部港口城市木浦，北至朝鮮新義州。大致與朝鮮半島西部海岸線平行。
全長1,068.3公里，但由於朝鮮戰爭關係，目前從木浦出發只能到坡州市汶山邑（長494.3公里）。是泛亚公路一号线的一部分。